# Open du Canada (badminton)
Pour les articles homonymes, voir Open du Canada.
L'Open du Canada est un tournoi international annuel de badminton organisé par Badminton Canada depuis 1957. Il s'agit du 2e tournoi le plus important en Amérique après l'US Open. Il fait partie depuis sa reprise en 2010 des tournois professionnels classés Grand Prix par la BWF.
En 2018, il intègre le nouveau circuit mondial BWF World Tour en catégorie Super 100. Il est promu en catégorie Super 500 pour le cycle 2023-2026, devenant ainsi le tournoi le plus important du continent américain.

## Résultats
| BWF Grand Prix           |                                                                  |                                                                  |                                                                  |                                                                  |                                                                  |
| 2010                     | Taufik Hidayat                                                   | Zhu Lin                                                          | Fang Chieh-min Lee Sheng-mu                                      | Cheng Wen-hsing Chien Yu-chin                                    | Lee Shen-mu Cheng Wen-hsing                                      |
| 2011                     | Marc Zwiebler                                                    | Cheng Shao-chieh                                                 | Ko Sung-hyun Lee Yong-dae                                        | Cheng Shu Bao Yixin                                              | Michael Fuchs Birgit Michels                                     |
| 2012                     | Chou Tien-chen                                                   | Nozomi Okuhara                                                   | Takeshi Kamura Keigo Sonoda                                      | Misaki Matsutomo Ayaka Takahashi                                 | Ryota Taohata Ayaka Takahashi                                    |
| 2013                     | Tan Chun Seang                                                   | Nichaon Jindapon                                                 | Maneepong Jongjit Nipitphon Puangpuapech                         | Huang Yaqiong Yu Xiaohan                                         | Lee Chun Hei Reginald Chau Hoi Wah                               |
| 2014                     | Lee Hyun-il (en)                                                 | Michelle Li                                                      | Liang Jui-wei Lu Chia-pin                                        | Choi Hye-in Lee So-hee                                           | Max Schwenger Carla Nelte                                        |
| 2015                     | Lee Chong Wei                                                    | Michelle Li                                                      | Li Junhui Liu Yuchen                                             | Jwala Gutta Ashwini Ponnappa                                     | Lee Chun Hei Reginald Chau Hoi Wah                               |
| 2016                     | Sai Praneeth B.                                                  | Michelle Li                                                      | Manu Attri Sumeeth Reddy B.                                      | Setyana Mapasa Gronya Somerville                                 | Do Tuan Duc Pham Nhu Thao                                        |
| 2017                     | Kanta Tsuneyama (en)                                             | Saena Kawakami                                                   | Peter Briggs (en) Tom Wolfenden                                  | Mayu Matsumoto Wakana Nagahara                                   | Kim Won-ho Shin Seung-chan                                       |
| BWF Tour Super 100       |                                                                  |                                                                  |                                                                  |                                                                  |                                                                  |
| 2018                     | Lu Guangzu (en)                                                  | Li Xuerui                                                        | Marcus Ellis Chris Langridge                                     | Ayako Sakuramoto Yukiko Takahata                                 | Marcus Ellis Lauren Smith                                        |
| 2019                     | Li Shifeng                                                       | An Se-young                                                      | Mathias Boe Mads Conrad-Petersen                                 | Setyana Mapasa Gronya Somerville                                 | Ko Sung-hyun Eom Hye-won (en)                                    |
| 2020, 2021,              | Éditions annulées en raison de la pandémie de Covid-19 au Canada | Éditions annulées en raison de la pandémie de Covid-19 au Canada | Éditions annulées en raison de la pandémie de Covid-19 au Canada | Éditions annulées en raison de la pandémie de Covid-19 au Canada | Éditions annulées en raison de la pandémie de Covid-19 au Canada |
| 2022                     | Alex Lanier                                                      | Michelle Li                                                      | Ayato Endo Yuta Takei                                            | Rena Miyaura Ayako Sakuramoto                                    | Ye Hong-wei Lee Chia-hsin                                        |
| BWF World Tour Super 500 |                                                                  |                                                                  |                                                                  |                                                                  |                                                                  |
| 2023                     | Lakshya Sen                                                      | Akane Yamaguchi                                                  | Kim Astrup Anders Skaarup Rasmussen (en)                         | Nami Matsuyama Chiharu Shida                                     | Hiroki Midorikawa Natsu Saito                                    |
| 2024                     | Koki Watanabe (en)                                               | Busanan Ongbamrungphan (en)                                      | Kim Astrup Anders S. Rasmussen                                   | Rin Iwanaga Kie Nakanishi                                        | Jesper Toft Amalie Magelund                                      |
| 2025                     | Kenta Nishimoto (en)                                             | Manami Suizu (en)                                                | Lee Fang-chih (en) Lee Fang-jen (en)                             | Benyapa Aimsaard (en) Nuntakarn Aimsaard (en)                    | Ruttanapak Oupthong (en) Jhenicha Sudjaipraparat (en)            |